# オロンコ岩

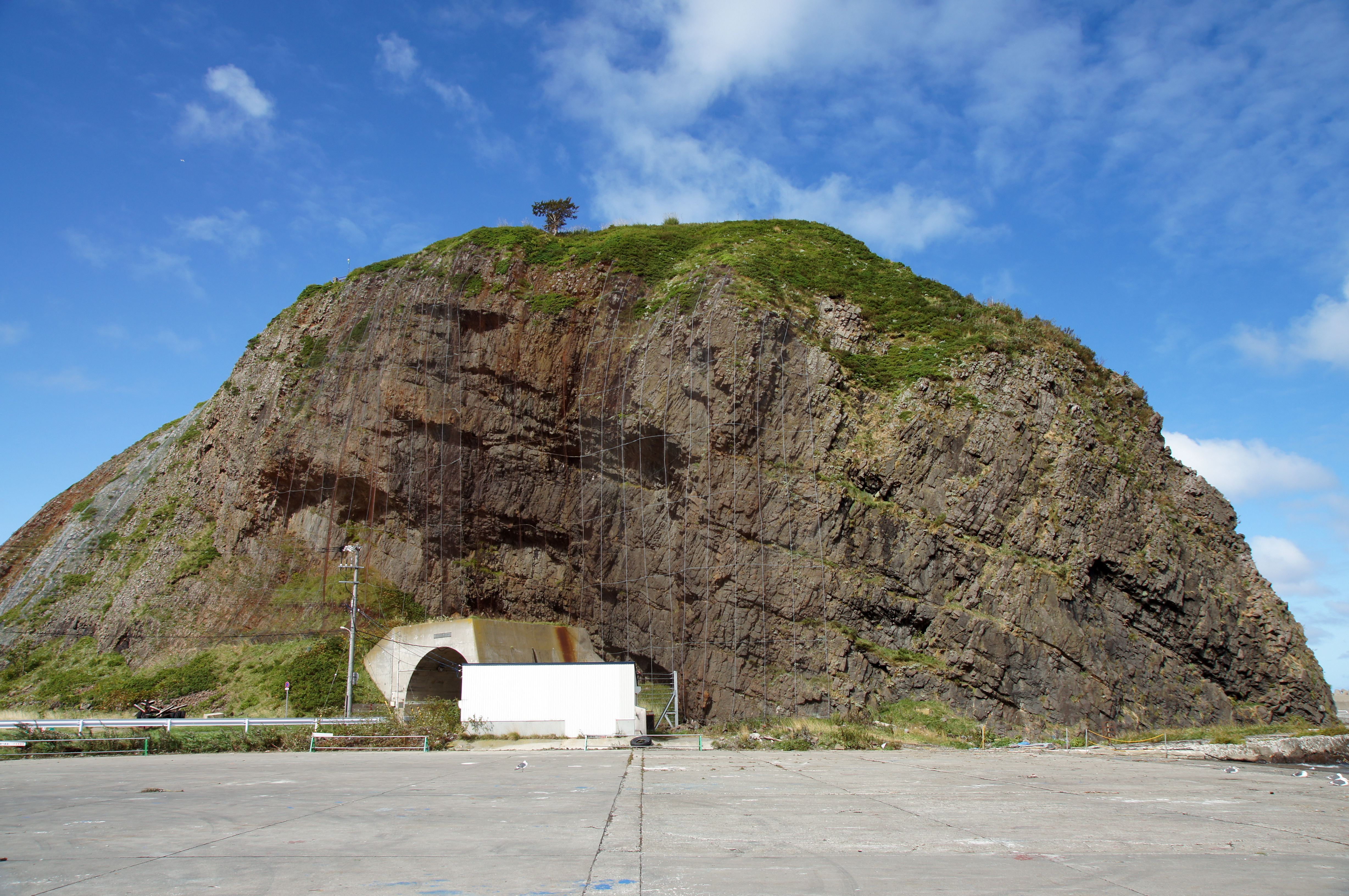
オロンコ岩

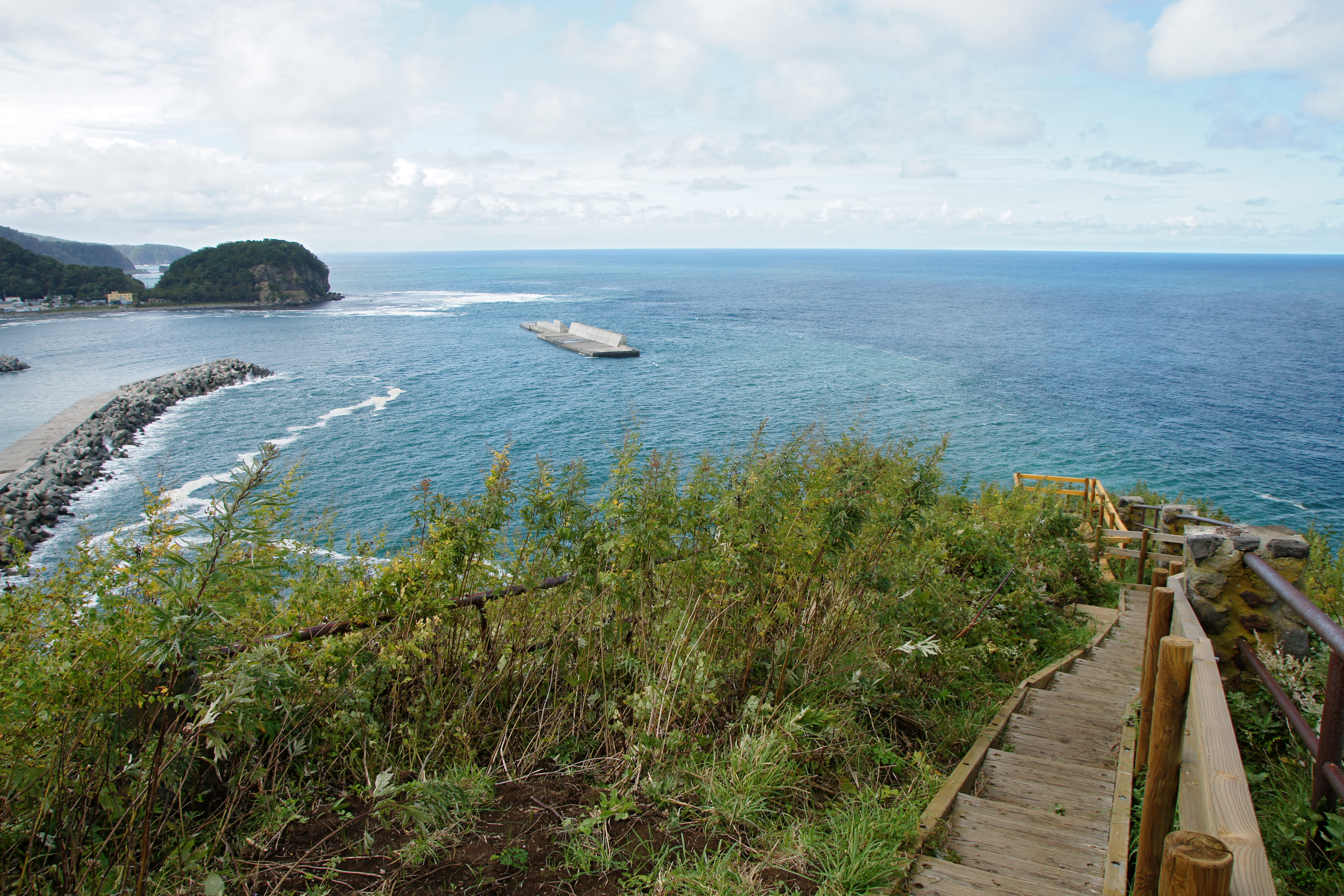
上部展望台からの眺望。遠くにチャシコツ崎

オロンコ岩（オロンコいわ）は、北海道斜里町ウトロのウトロ港にある高さ約60mの巨岩。

## 名称について
この岩に住んでいたとされる「オロッコ」という、アイヌにとっての異民族の名前が由来とされる。岩の上部は平坦な地形で、プユニ岬、チャシコツ崎、オホーツク海、ウトロの町並みや知床連山など360度の眺望を得ることができ、それは知床八景の一つにも数えられている。 
アイヌ自身は、この岩をサマッケ・ワタラ（Samakke-watara／横になった・岩）と呼んだ。

## アイヌにおける伝承
この岩について、地元の古老による伝説が残されている。かつてこの岩に「オロッコ」が住んでおり、そこをアイヌが舟で通ると上から石や木を投げていたずらをするので、アイヌはこれを何度も攻めたが、アイヌは敗退していたという。そこで、アイヌはある日、海藻を集めてクジラの形に作り、そこに魚を挟んでおいたところ、そこにカラスたちが集まった。それを見たオロッコたちはそれを寄りクジラだと勘違いし、岩を駆け下りたところ、隠れていたアイヌに襲撃され、全滅したという。 

## 所在地
北海道斜里郡斜里町ウトロ東 

## 交通アクセス
- ウトロバスターミナルから徒歩5分
- 道の駅うとろ・シリエトクバス停から徒歩5分

## 周辺
- ウトロ地区公設駐車場 - オロンコ岩のトンネルを抜けるた向こう側。松浦武四郎顕彰碑がある。
- 三角岩、ゴジラ岩 - 三角岩の前には、森繁久彌が歌った「知床旅情」の歌碑が建っている。
- 知床世界遺産センター、道の駅うとろ・シリエトク